# دراسة المواطنة
دراسة المواطنة هي دراسة حقوق وواجبات المواطنين في المجتمع. المصطلح مشتق من الكلمة اللاتينية civicus ، والتي تعني "المتعلقة بمواطن". يتعلق المصطلح بالسلوك الذي يؤثر على المواطنين الآخرين ، لا سيما في سياق التنمية الحضرية.
دراسة المواطنة هي دراسة الجوانب النظرية والسياسية والعملية للمواطنة ، فضلاً عن حقوقها وواجباتها. ويشمل دراسة القانون المدني والقوانين المدنية ، ودراسة الحكومة مع الاهتمام بدور المواطنين - في مقابل العوامل الخارجية - في تشغيل الحكومة والرقابة عليها.